# Toux de chenil
 Mise en garde médicale
La toux de chenil, également appelée trachéobronchite infectieuse ou trachéobronchite contagieuse et désormais renommée complexe des maladies infectieuses respiratoires canines (CIRDC), désigne un syndrome respiratoire aigu particulièrement contagieux chez le chien.
Cette maladie peut être provoquée par différents agents infectieux, isolés ou associés, de manière synergique ou successive. Connue pour toucher principalement les animaux vivant en collectivité, elle peut toutefois être contractée par des chiens n'ayant que des contacts occasionnels avec des congénères.

## Étiologie
Les principaux agents primaires responsables de la trachéobronchite infectieuse canine sont des virus, notamment le virus Parainfluenza canin (CPiV) et l'Adénovirus de type 2 (CAV-2), ainsi que des bactéries, notamment Bordetella bronchoseptica et Mycoplasma cynos. Les coinfections sont fréquentes. 
Parmi les agents secondaires viraux figurent principalement l'herpèsvirus canin, le virus de la maladie de Carré, des réovirus et des pneumovirus, tandis parmi les agents secondaires bactériens on retrouve Pasteurella multocida, Pseudomonas aeruginosa et des mycoplasmes. 
Les trachéobronchites infectieuses provoquées par un seul agent pathogène présentent généralement des formes discrètes, tandis que les formes complexes associants plusieurs agents responsables peuvent donner lieu à des formes plus graves.

## Épidémiologie
La transmission se fait par contact direct entre chiens, une transmission indirecte n'étant pas démontrée. La trachéobronchite infectieuse peut toucher les chiens de tous âge, mais elle est plus fréquente chez les individus âgés de 2 mois à 4 ans, et chez les chiens de petites races. Les symptômes sont plus sévères chez les chiots.
Si la trachéobronchite infectieuse est connue comme une maladie touchant les chiens ayant des contacts réguliers avec des congénères, la majorité des chiens atteints ne vivent pas en collectivité et des contacts occasionnels suffisant à contracter la maladie.

## Physiopathologie
Le complexe des maladies infectieuses respiratoires canines consiste en une succession d'infections virales et bactériennes.

## Symptômes
Les symptômes apparaissent généralement de trois à cinq jours après la contagion. Les chiens touchés présentent une toux sèche, rauque et douloureuse, que l'on peut déclencher aisément en palpant simplement la trachée. L'irritation des voies aériennes supérieures provoque des quintes de toux, des nausées, des éternuements, des reniflements ou des vomissements. L'appétit est le plus souvent conservé. La fièvre peut être présente ou non. La maladie évolue sur trois à six semaines, avec des séquelles de toux qui peuvent persister longtemps après.
Dans un chenil touché par la maladie, la mortalité (le plus souvent par complications de pneumonie), peut atteindre 20 % des animaux affectés. La maladie dure environ vingt jours mais une rechute peut avoir lieu si l'animal est mis en situation de stress qui affaiblit son système immunitaire.

## Diagnostic
Le diagnostic repose sur les éléments cliniques, l'anamnèse, et des examens complémentaires, incluant sérologie, PCR, virologie ou bactériologie. Le réflexe laryngo-trachéal est positif.
La toux de chenil pourrait être sous-diagnostiquée chez les chiens appartenant à des particuliers.

## Prise en charge
Le traitement dépend de la sévérité des signes cliniques. Il est principalement symptomatique, la majorité des individus touchés guérissant seuls. Selon les besoins, il peut inclure des anti-inflammatoires, des antitussifs en cas de toux sèche et invalidante, et des antibiotiques (tétracyclines) dans le cas de signes persistants ou de pneumonie bactérienne.
Les antibiotiques sont administrés, de préférence en aérosolthérapie, pour traiter la composante bactérienne de l'infection. 

## Prévention
La vaccination est disponible pour plusieurs agents pathogènes responsables de la toux du chenil. Les valences disponibles sont celles du parainfluenza canin, associée à celle de la maladie de Carré, à l'adénovirus CAV2, à Bordetella et au parvovirus canin. Le vaccin est administré sous forme intranasale ou orale.
La vaccination n'induit pas d'immunité stérilisante, mais diminue la probabilité de transmettre la maladie et réduit le développement des signes cliniques.
Dans les chenils, la meilleure prévention réside dans l'hygiène des locaux, une bonne aération, la maîtrise de la température et de l'hygrométrie, le respect de la quarantaine et des programmes vaccinaux.